# Museo civico di Crotone
Il museo civico di Crotone è un'istituzione culturale calabrese ospitata dal castello aragonese di Carlo V. Ospita vari reperti quattro-cinquecenteschi sulla storia della città.